# Anenský vrch
Anenský vrch är ett berg i Tjeckien. Det ligger i den östra delen av landet, 210 km öster om huvudstaden Prag. Toppen på Anenský vrch är 807 meter över havet.
Terrängen runt Anenský vrch är kuperad, och sluttar österut.Runt Anenský vrch är det ganska glesbefolkat, med 34 invånare per kvadratkilometer. Närmaste större samhälle är Vrbno pod Pradědem, 4,2 km norr om Anenský vrch. I omgivningarna runt Anenský vrch växer i huvudsak blandskog.